# Pale
Pale là một thị trấn thống kê (census town) của quận North Goa thuộc bang Goa, Ấn Độ.

## Địa lý
Pale có vị trí 15°21′B 73°52′Đ / 15,35°B 73,87°Đ Nó có độ cao trung bình là 0 mét (0 feet).

## Nhân khẩu
Theo điều tra dân số năm 2001 của Ấn Độ, Pale có dân số 5706 người. Phái nam chiếm 53% tổng số dân và phái nữ chiếm 47%. Pale có tỷ lệ 75% biết đọc biết viết, cao hơn tỷ lệ trung bình toàn quốc là 59,5%: tỷ lệ cho phái nam là 82%, và tỷ lệ cho phái nữ là 67%. Tại Pale, 10% dân số nhỏ hơn 6 tuổi.